# Resolución 1405 del Consejo de Seguridad de las Naciones Unidas
La resolución 1405 del Consejo de Seguridad de las Naciones Unidas, adoptada por unanimidad el 19 de abril de 2002, tras recordar las resoluciones 242 (1967), 338 (1973), 1397 (2002), 1402 (2002) y 1403 (2002), el Consejo destacó la necesidad del acceso humanitario a la población palestina . 
El Consejo de Seguridad expresó su preocupación por la situación humanitaria del pueblo palestino, en particular en el campamento de refugiados de Jenin, donde hubo informes de muertes y destrucción. Pidió que se levanten las restricciones impuestas a las operaciones de organizaciones humanitarias como el Comité Internacional de la Cruz Roja y el Organismo de Obras Públicas y Socorro de las Naciones Unidas para los Refugiados de Palestina en el Cercano Oriente y que todos los interesados garanticen la seguridad de los civiles y respeten el derecho internacional humanitario .
La resolución subrayó la urgencia del acceso humanitario y médico a la población civil palestina y acogió con satisfacción la intención del Secretario General Kofi Annan de enviar un equipo de investigación para reunir información sobre los acontecimientos en el campamento de refugiados de Jenin durante la Operación Escudo Defensivo .  La resolución no describe la misión como una investigación como lo exigen las naciones árabes, debido a la presión diplomática de Estados Unidos e Israel . 
La misión de investigación, que Israel había aceptado, debía ser designada por Kofi Annan. 